# Аксьюполис
Аксью́полис (греч. Αξιούπολη) — малый город в Греции. Находится на высоте 39 метров над уровнем моря, на правом берегу реки Аксьос (Вардар), в 349 километрах к северо-западу от Афин и в 51 километре к северо-западу от Салоник. Входит в общину (дим) Пеонию в периферийной единице Килкисе в периферии Центральной Македонии. Население 2897 жителей по переписи 2011 года.
До 1 ноября 1926 года назывался Боемица (Μποέμιτσα).

## Сообщество Аксьюполис
В общинное сообщество Аксьюполис входит деревня Пийи. Население 3049 жителей по переписи 2011 года. Площадь 70,435 квадратного километра.
| Населённый пункт | Население (2011), человек |
| ---------------- | ------------------------- |
| Аксьюполис       | 2897                      |
| Пийи             | 152                       |

## Население
| Год  | Население, человек |
| ---- | ------------------ |
| 1991 | 2838               |
| 2001 | 3078               |
| 2011 | ↘ 2897             |